# Пареньское
Паре́ньское — озеро ледникового происхождения в восточной части Северо-Эвенского муниципального округа Магаданской области. Площадь зеркала — 45,3 км². Высота над уровнем моря — 34 м.
Расположено в равнинной местности к западу от Пенжинской губы и к востоку от Колымского нагорья, в междуречии рек Парень и её притока, реки Колымак. Ближайший населённый пункт, село Верхний Парень, находится в 8 км к северу.
Два полуострова, вдающихся в озеро с севера и юга, разделяют водоём на две котловины: восточную и западную, более крупную. Протяжённость составляет 12,2 километра с северо-запада на юго-восток. Береговая линия сильно изрезанная, множество заливов. Имеются небольшие острова в северо-западной и северо-восточной части. Протокой соединяется с рекой Колымак.
Код озера в Государственном водном реестре РФ — 19100000111120000003156.
Озеро богато рыбой, в нём обитает хариус, щука и гольян.